# Carlo Nigra
Carlo Nigra (Castellaro de' Giorgi, 2 novembre 1856 – Miasino, 22 febbraio 1942) è stato un architetto italiano, particolarmente noto per il suo studio sull'architettura medievale subalpina e per la sua partecipazione alla costruzione del Borgo medievale di Torino.

## Biografia
Carlo Nigra era figlio di un'importante famiglia del Canavese, che era stata fino ai tempi di Giuseppe Nigra, nonno di Carlo, amministratrice dei beni dei marchesi di Breme e vicina a Cavour. Secondo la tradizione familiare, Carlo Nigra sarebbe stato destinato dalla famiglia ad occuparsi dell'amministrazione dei beni paterni, ma fin dall'inizio si dimostrò portato per lo studio della storia locale, dei monumenti e dell'arte. Fece studi classici presso il Collegio Rosmini di Stresa e di Domodossola. Laureatosi nel 1880 presso il Politecnico di Torino, dal 1882 iniziò una carriera brillante come architetto e studioso. 
Fu amico di artisti e studiosi con cui discuteva del patrimonio culturale e della sua conservazione. Tra di loro si ricordano Alfredo D'Andrade, Vittorio Avondo, Edoardo e Davide Calandra, Giuseppe e Piero Giacosa, Carlo Lovera di Costigliole, Francesco Carandini, Francesco Pastoris, Riccardo Brayda, Alfonso di Sartirana. Frequentò inoltre il botanico Oreste Mattirolo, gli ingegneri Eugenio Olivero e Cesare Bertea, il medico Lorenzo Rovere, il numismatico Piero Gariazzo o ancora lo scultore Annibale Galateri.
Collaborò alla costruzione del Borgo medievale di Torino, oggi nel Parco del Valentino, sotto la guida di Alfredo D'Andrade: del borgo curò la casa di Chieri, il cortile dell'osteria, le case di Borgofranco, di Malgrà e di Pinerolo. Dal 1884 fu invece curatore del museo.

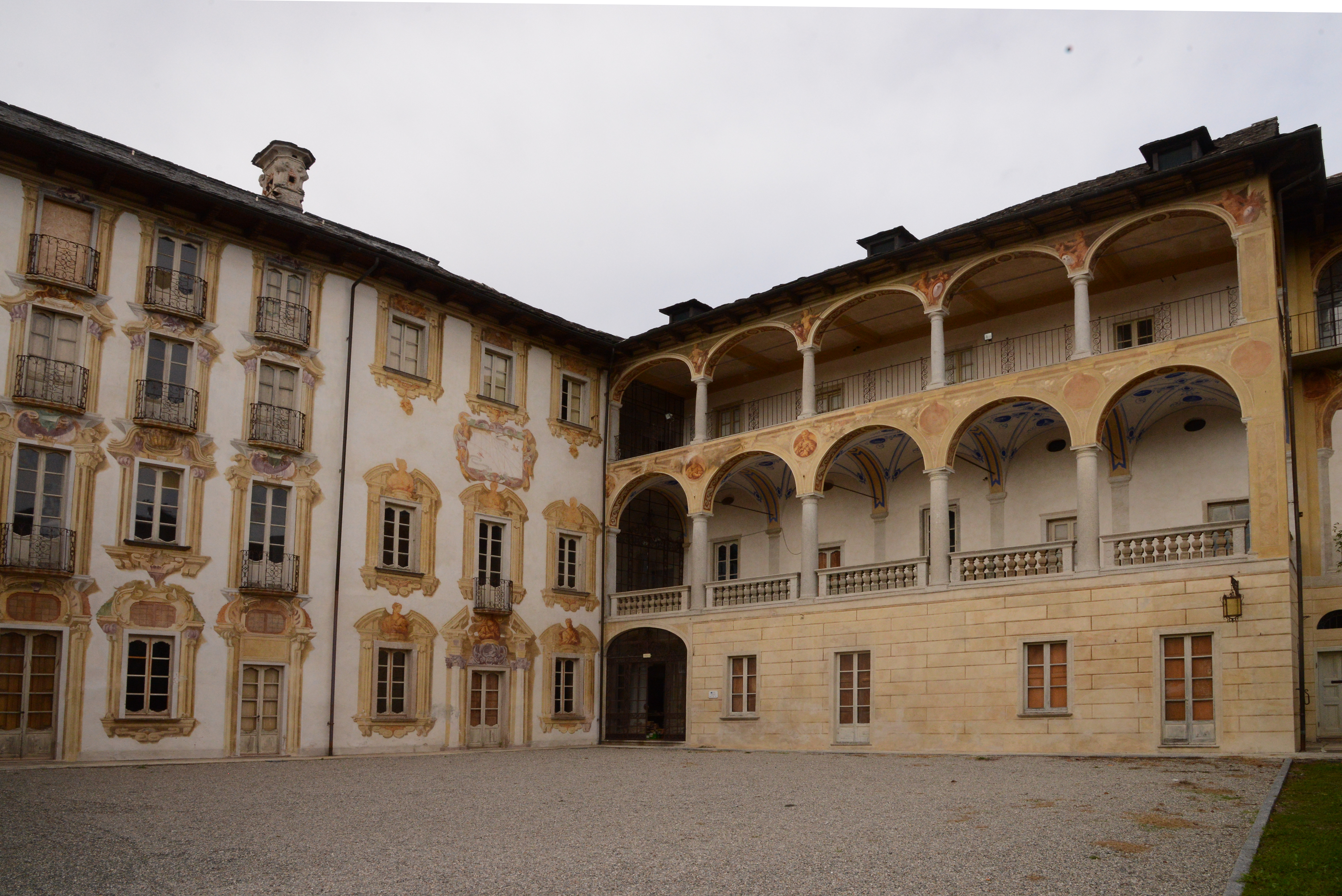
Villa Nigra a Miasino

Si occupò di restauri di vari castelli e torri e in particolare dedicò un accurato studio architettonico ai castelli del Piemonte e della Valle d'Aosta, confluito nella sua opera reputata maggiore Torri, castelli e case forti del Piemonte, dal 1000 al secolo XVI. Sin dagli inizi del secolo XX recuperò storie e informazioni recandosi sui luoghi valdostani all'epoca difficilmente accessibili, raggiungendo le rovine di castelli e torri abbandonati tramite impervie mulattiere e liberando le strutture dai rovi per poterne fare dei rilievi e prender le misure, spesso aiutato dalle figlie Bianca, Amina e Adele. L'opera in questione è corredata da preziosi documenti fotografici, disegni, schizzi e planimetrie accurate che intervallano la descrizione architettonica e storiografica, quest'ultima ricavata dagli storici valdostani Giacosa e il De Tillier tra gli altri.
Nigra applicò lo stesso rigore e capacità di sintesi teorica nel suo celebre articolo sui ricetti piemontesi del 1937, corredato anch'esso di planimetrie, schizzi e fotografie realizzate per l'occasione dall'autore o riprese dal D'Andrade. Tra i ricetti studiati in questo saggio figurano i ricetti di Oglianico, Busano, Salassa, Leinì, Ozegna nel Canavese, il ricetto di Albano nel Vercellese, il ricetto di Ghemme nel Novarese, nonché il ricetto di Candelo nel Biellese, uno dei più noti.
Tra i restauri di Nigra, ricordiamo il restauro del Castello di Montalto Dora svolto in collaborazione con il D'Andrade, e successivamente quelli del castello di Malgrà, del castello di Bardassano, del castello di Barengo, già oggetto di interventi da parte dell'architetto Stefano Molli (1858 - 1916).

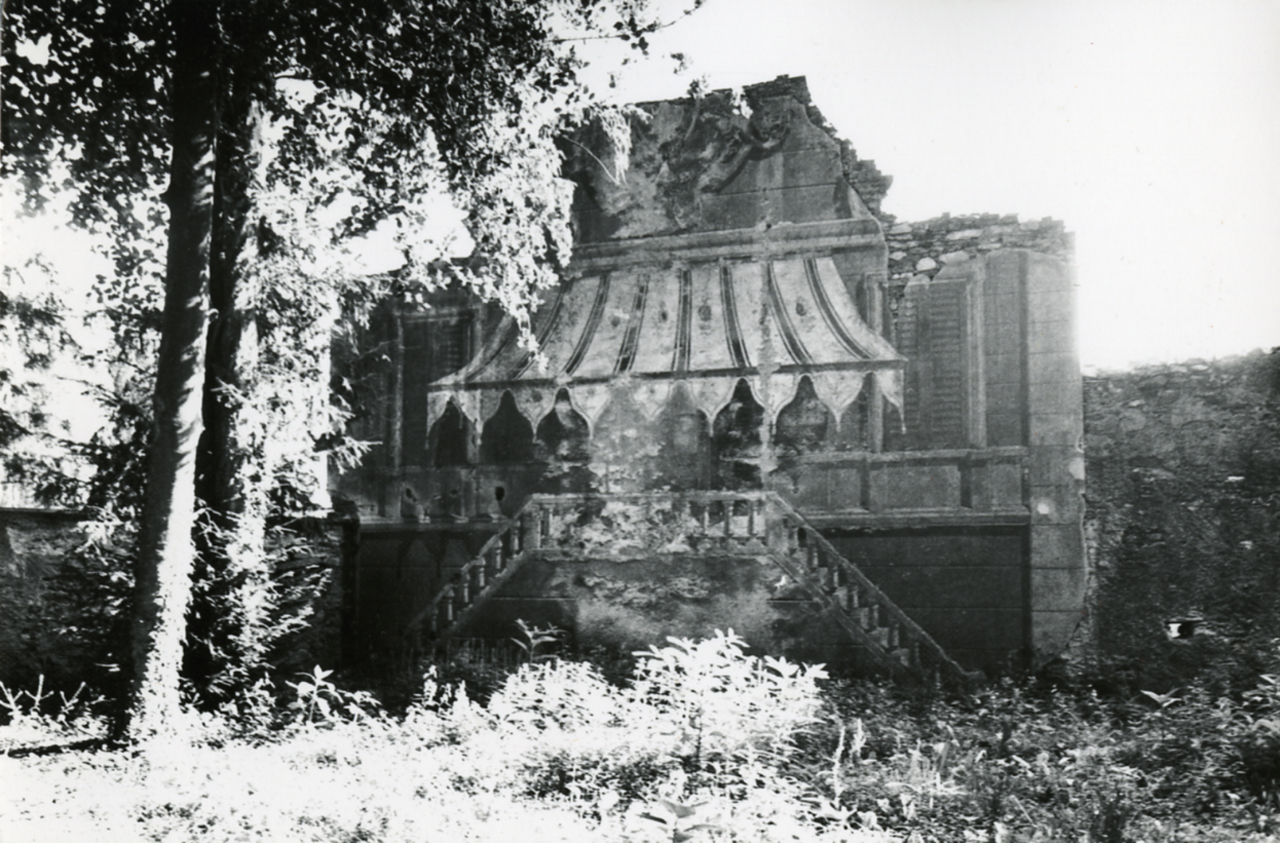
I resti di villa Monte Oro, progettata da Nigra, in una foto di Paolo Monti del 1980.

Progettò ex novo alcune ville nel Piemonte orientale, in particolare la villa Monte Oro di Ameno, in provincia di Novara, la villa Conelli De Prosperi a Lesa sul Lago Maggiore. Caso quasi unico in Italia, realizzò quel grandioso esempio di struttura castellana che è il Castello nuovo di Rovasenda sul modello del castello antico e seguendo rigorosamente i principi già alla base della costruzione del Borgo Medioevale. 
Appassionato di fotografia, fin da giovane venne incaricato dal D'Andrade di scattare le foto durante le spedizioni esplorative per compiere ufficialmente studi sui castelli, da cui trarre spunto per il Borgo Medievale. Successivamente, come fotografo vinse vari premi in esposizioni internazionali. Parte del suo archivio fotografico si trova presso la Galleria civica d'arte moderna e contemporanea di Torino, accorpato al cosiddetto "Archivio d'Andrade".
Personaggio eclettico, tra le passioni di Carlo Nigra figuravano anche la musica (come organista e pianista), l'acquerello, l'alpinismo. Fu attratto dalle novità del suo tempo: praticò l'automobilismo fin dal 1896 e la motonautica fin dal 1892 e, come già accennato, fu un pioniere della fotografia.

## Opere
Tra le opere principali ricordiamo:
- Carlo Nigra, I ferri battuti del lago d'Orta e dei suoi dintorni, Novara, 1937.
- Carlo Nigra, Il Borgo ed il Castello medioevali nel 50º anniversario della loro inaugurazione, Torino, 1934.
- Carlo Nigra, Torri, castelli e case forti del Piemonte dal 1000 al secolo XVI, da cui furono tratti: 
  -  Carlo Nigra, Torri, castelli e case forti del Piemonte dal 1000 al secolo XVI, vol. I. Il Novarese, Novara, E. Cattaneo, 1937.
  -  Carlo Nigra, Torri e castelli e case forti del Piemonte dal 1000 al secolo XVI, vol. II. La Valle d'Aosta, Quart (AO), Musumeci, 1974. (fonte)
- Carlo Nigra, Ricetti Piemontesi, in Torino. Rassegna mensile della città, n. 17, Torino, gennaio 1937,  pp. 47-56.
- Carlo Nigra, La basilica di S. Giulio d'Orta, alla fine del seconolo XI, Novara 1941